# Nicolò Martinenghi
Nicolò « Tete » Martinenghi, né le 1er août 1999 à Varèse, est un nageur italien, spécialiste de la brasse.

## Carrière sportive
Nicolò Martinenghi se révèle à l'occasion des  championnats du monde juniors de natation 2017 à Indianapolis où il remporte les titres sur le 50 m et 100 m brasse.
La même année, il glane également 4 titres lors des championnats d'Europe juniors.
À l'occasion des Jeux Olympiques 2020 à Tokyo, il remporte la médaille de bronze du 100 m brasse ainsi que celle du relais 4 × 100 m quatre nages avec l'équipe d'Italie.
En 2022, lors des championnats du monde de Budapest, Nicolò Martinenghi remporte les titres mondiaux sur le 100 m brasse (en améliorant le record d'Italie) et sur le relais 4 × 100 m quatre nages. Il glane également la médaille d'argent du 50 m brasse. 
Toujours en 2022, lors des championnats d'Europe organisés à Rome, il quitte la compétition avec 3 titres sur 50 et 100 m brasse et sur le relais 4 × 100 m quatre nages ainsi qu'avec la médaille d'argent du relais 4 × 100 m quatre nages mixte. 
En 2023, il ne parvient pas à conserver sa couronne mondiale du 100 m brasse face au nageur chinois Qin Haiyang et quitte les championnats du monde de Fukuoka avec la médaille d'argent de son épreuve de prédilection.

## Palmarès

### Jeux Olympiques
- Jeux olympiques d'été de 2020 à Tokyo (Japon)[9] :
  -  Médaille de bronze du 100 m brasse
  -  Médaille de bronze du relais 4 × 100 m quatre nages
- Jeux olympiques d'été de 2024 à Paris (France) :
  -  Médaille d'or du 100 m brasse.

### Championnats du monde

#### Grand bassin
- Championnats du monde 2022 à Budapest (Hongrie)[10] :
  -  Médaille d'or du 100 m brasse
  -  Médaille d'or du relais 4 × 100 m quatre nages
  -  Médaille d'argent du 50 m brasse
- Championnats du monde 2023 à Fukuoka (Japon) :
  -  Médaille d'argent du 100 m brasse
- Championnats du monde 2024 à Doha (Qatar) :
  -  Médaille d'argent du 50 m brasse
  -  Médaille d'argent du 100 m brasse
  -  Médaille de bronze du relais 4 × 100 m quatre nages
- Championnats du monde 2025 à Singapour :
  -  Médaille d'argent du 100 m brasse

#### Petit bassin
- Championnats du monde 2021 à Abu Dhabi (Émirats Arabes Unis)[11] :
  -  Médaille d'or du relais 4 × 100 m quatre nages
  -  Médaille d'argent du 50 m brasse
  -  Médaille d'argent du 100 m brasse
  -  Médaille de bronze du relais 4 × 50 m quatre nages
  -  Médaille de bronze du relais 4 × 50 m quatre nages mixte

- Championnats du monde 2022 à Melbourne (Australie[12]) :
  -  Médaille d'or du relais 4 × 50 m quatre nages
  -  Médaille d'argent du 50 m brasse
  -  Médaille d'argent du 100 m brasse
  -  Médaille d'argent du relais 4 × 50 m quatre nages mixte
  -  Médaille de bronze du relais 4 × 100 m quatre nages

### Grand bassin
- Championnats d'Europe de natation 2020 à Budapest (Hongrie)[13] :
  -  Médaille de bronze du 50m brasse
  -  Médaille de bronze du relais 4 × 100 m quatre nages
  -  Médaille de bronze du relais 4 × 100 m quatre nages mixte

- Championnats d'Europe de natation 2022 à Rome (Italie)[14] :
  -  Médaille d'or du 50 m brasse
  -  Médaille d'or du 100 m brasse
  -  Médaille d'or du relais 4 × 100 m quatre nages
  -  Médaille d'argent du relais 4 × 100 m quatre nages mixte

### Petit bassin
- Championnats d'Europe de natation en petit bassin 2017 à Copenhague (Danemark) :
  -  Médaille d'argent du relais 4 × 50 m quatre nages

- Championnats d'Europe de natation en petit bassin 2021 à Kazan (Russie)[15] :
  -  Médaille d'or du 100 m brasse
  -  Médaille d'or du relais 4 × 50 m quatre nages
  -  Médaille d'argent du relais 4 × 50 m quatre nages mixte
  -  Médaille de bronze du 50 m brasse